# Dendromus lovati
Dendromus lovati — вид гризунів родини Незомієві (Nesomyidae).

## Поширення
Вид поширений в  Ефіопії. Населяє тропічні та субтропічні високогірні луки.